# Linea Haliacmon-Aoös
La linea Haliacmon-Aoös era una linea di demarcazione proposta nella politica estera greca durante la Grande crisi d'Oriente. Avrebbe collegato il Mar Egeo e il Mar Ionio lungo i fiumi Aliacmone (Haliacmon)  e Aoös (Voiussa). A causa della pressione diplomatica britannica, la Grecia scelse inizialmente di rimanere neutrale durante la crisi, ma si aspettava una compensazione territoriale sotto forma di avanzamento del confine greco verso nord fino alla linea Haliacmon-Aoös.
Alla fine, in seguito alla guerra russo-turca del 1877-78 e al trattato di Berlino, le richieste della Grecia furono soddisfatte solo in parte con l'annessione della Tessaglia e di Arta.